# Máta vodní
Máta vodní (Mentha aquatica) je silně aromatická bylina, druh rodu máta, která vyrůstá, jak napovídá druhové jméno, hlavně na vlhkých místech.

## Rozšíření
Původní areál výskytu máty vodní je v Evropě, západní a jihozápadní Asii a na severu Afriky. Introdukována byla do Severní i Jižní Ameriky a do Austrálie. V České republice osídlila převážně teplé oblasti ve středních, východních a severozápadních Čechách a na jižní a střední Moravě, nejčastěji vyrůstá okolo Labe, Moravy a Dyje. Svá stanoviště mívá v půdách bohatých na živiny a dobře zásobených minerály (mohou být i mírně zasolené) na vlhkých místech okolo řek a vodních kanálů, rybníků a jezer, v rákosinách, zamokřených křovinách i na mokrých loukách. Překvapivě však v některých případech úspěšně roste i v poměrně suchých půdách vedle polí a cest.

## Popis
Vytrvalá rostlina s oddenkem ze kterého vyrůstají jak světlé podzemní výběžky, tak i až 45 cm dlouhé plazivé přízemní výběžky které se ochlupením i zbarvením podobají lodyze, ta bývá přímá či vystoupavá nebo chabá a poléhavá. Většinou bohatě rozvětvená lodyha dlouhá 45 až 130 cm je řídce porostlá krátkými, dolu ohnutými, jednoduchými chlupy, v horní části má ochlupení hustší. Vstřícné křižmostojné lodyžní listy s 1,5 až 2,5 cm dlouhými řapíky mají vejčité až široce vejčité čepele na bázi uťaté nebo prudce zúžené a na vrcholu špičaté nebo tupé. Čepele, dlouhé 4 až 6 a široké 2,5 až 4 cm, mají pilovitý okraj a jsou řídce porostlé kratičkými jednoduchými chlupy (na líci dlouhými asi 0,2 mm a na rubu 2 až 3krát delšími); na rubové straně čepele je zjevná mírně vystouplá žilnatina s 5 až 7 postranními žilkami. Chlupy kterými je rostlina porostlá obsahují buňky naplněné silicemi, ty po porušení stěny buňky unikají a vytvářejí typické aroma.
Drobné, narůžovělé až nafialovělé oboupohlavné květy s asi 2 mm dlouhými stopkami porostlými nazpět odstálými chlupy vyrůstají z úžlabí drobných, čárkovitých listenů. Květy jsou v lichopřeslenech nahloučeny na konci lodyhy a vytvářejí kulovitá či vejčitá květenství velmi zkrácených lichoklasů, někdy ještě vyrůstají pod nejvyšším květenství v paždí níže položených listů další lichopřesleny květů.
Úzce trubkovitý, asi 3,5 mm dlouhý trvalý kalich je do své pětiny až čtvrtiny délky rozčleněn do pěti dlouhých, zašpičatělých, úzce trojúhelníkovitých cípů. V ústí třináctižilné kališní trubky vyrůstá řídký prstenec chlupů, obdobnými je trubka porostlá vně. Čtyřlaločná, mírně nepravidelná, světle růžová až světle červenofialová koruna je okolo 4 mm velká, má podlouhlé tupé laloky z nichž horní je širší. Čtyři téměř stejně dlouhé tyčinky ční svými 0,5 mm velkými prašníky ven z koruny, z dvojplodolistového semeníku vyrůstá čnělka s rozeklanou bliznou. Počet oktoploidních chromozomů je 2n = 96.
Rostlina obvykle kvete od června do srpna, květy bohaté na nektar jsou opylovány létajícím hmyzem. Plodem jsou světle hnědé čtyřdílné tvrdky téměř 1 mm dlouhé které mají na povrchu naznačenou síťnatou skulpturu.
Máta vodní je druh v morfologických znacích velmi proměnlivý, hlavně co se týče výšky, rozvětvení lodyhy, tvaru a velikosti listů, hustoty odění i složení silice. Jsou to všechno jen individuální odchylky vnitropopulační nebo mezipopulační variability, jednotlivé populace jsou často tvořené polykormony.

## Křížení
Tento druh máty se, shodně jako ostatní, často kříží s jinými druhy. V ČR se obvykle vyskytují tyto kříženci máty vodní:
- Máta křovištní (Mentha ×dumetorum) Schult. (M. aquatica × M. longifolia)
- Máta peprná (Mentha ×piperita) L. (M. aquatica × M. spicata)
- Máta přeslenitá (Mentha ×verticillata) L. (M. aquatica × M. arvensis)[8]

## Význam
V silici máty vodní je větší obsah mentolu než v klasické mátě peprné, ale její celková vůně má zřetelné aroma po bahně, průmyslově se proto téměř nevyužívá. Je tradičně doporučována jako droga jejíž odvar stimuluje produkci žluče, zlepšuje zažívání, zmírňuje křeče a staví průjem.

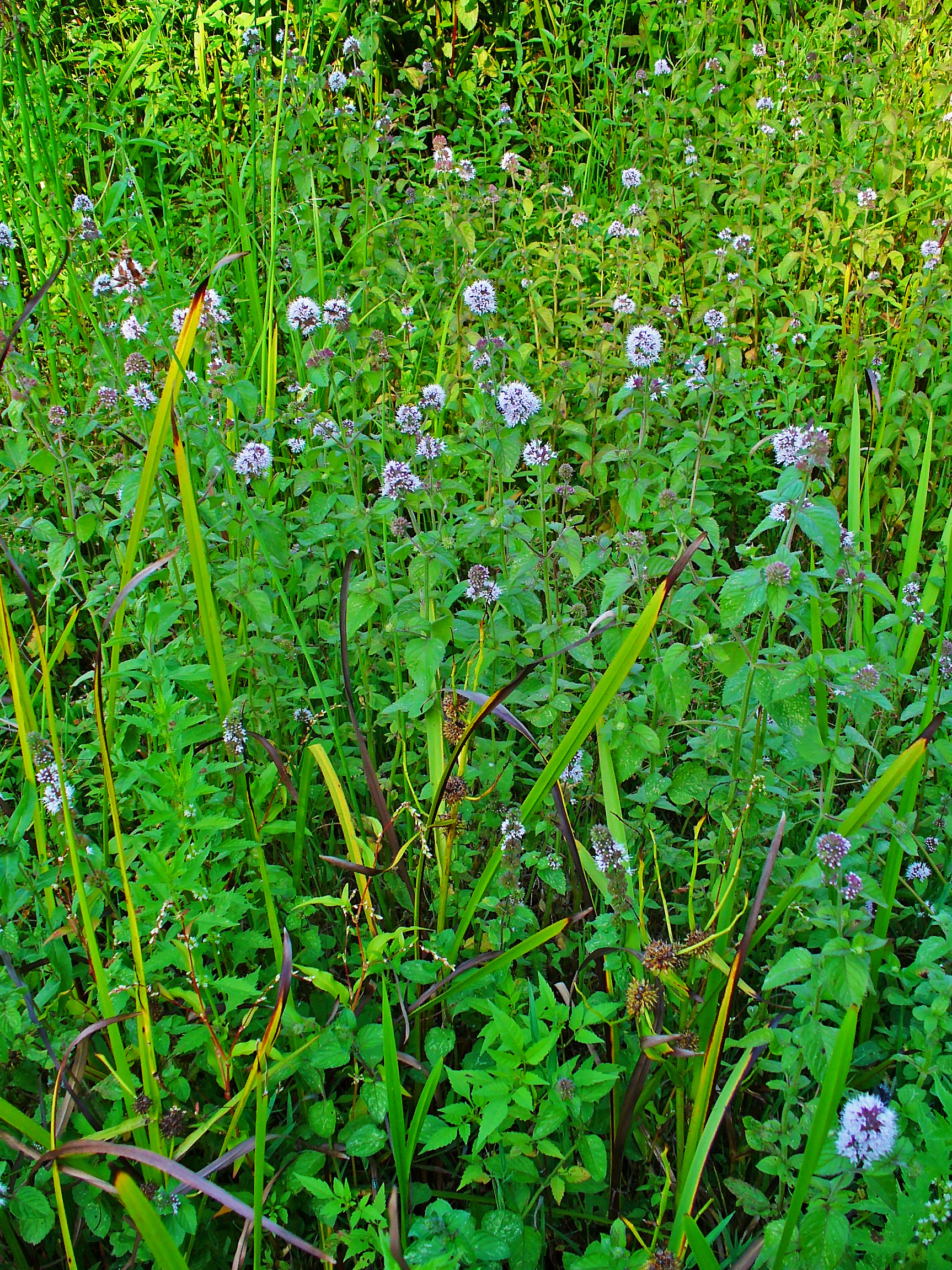
Porost máty vodní
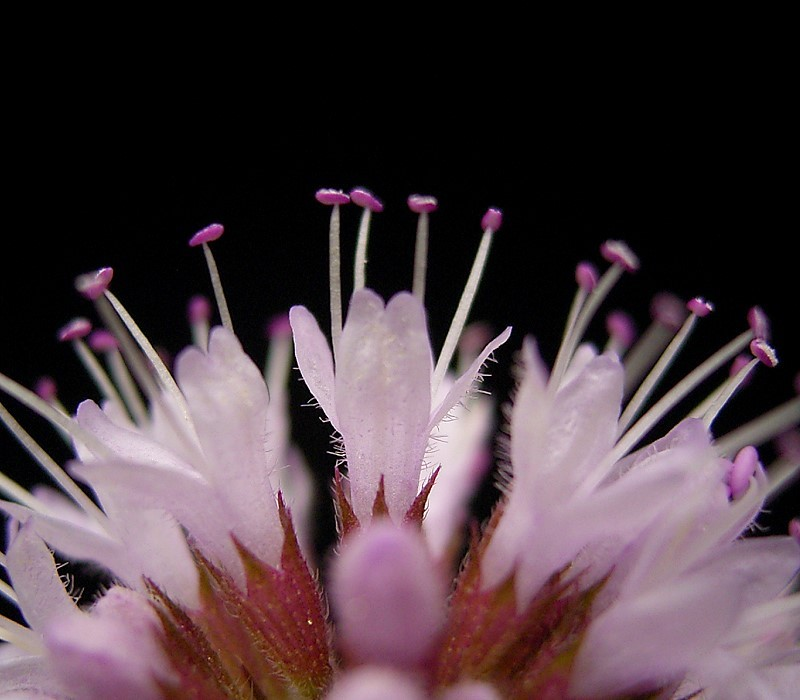
Květy z blízka
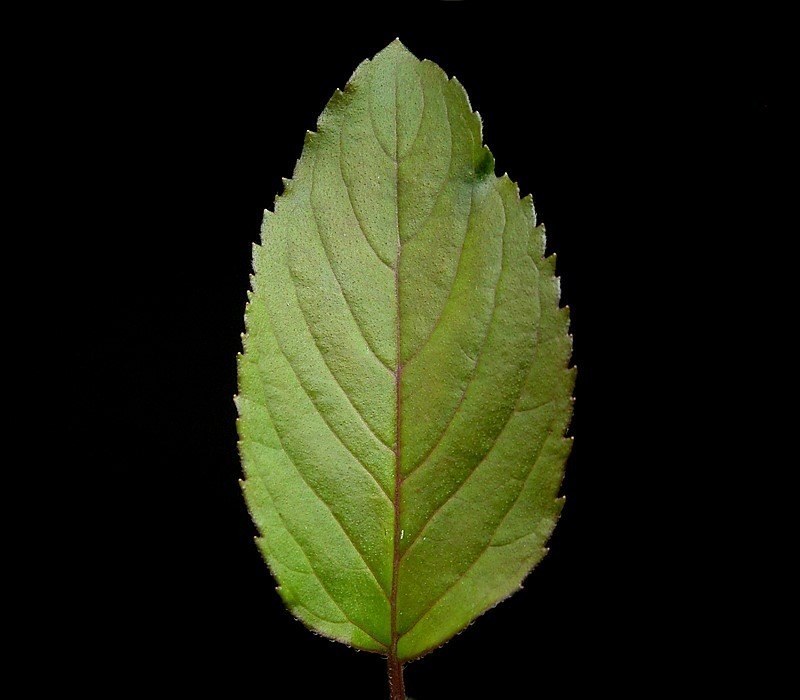
List
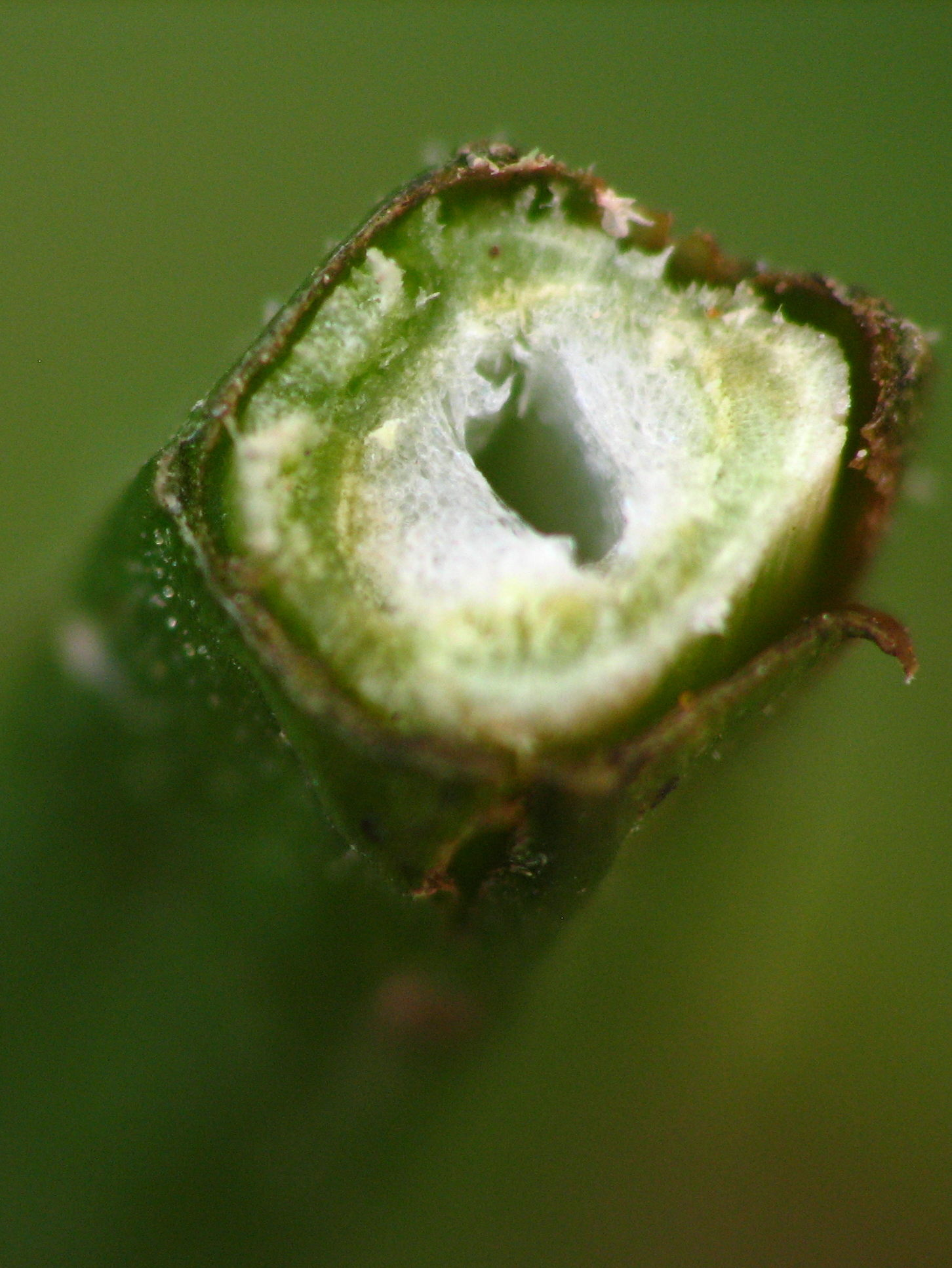
Řez lodyhou